# Distretto di Tewae-Siassi
Il distretto di Tewae-Siassi, in inglese Tewae-Siassi District, è un distretto della Papua Nuova Guinea appartenente alla Provincia di Morobe. Ha una superficie di 2.535 km² e 30.000 abitanti (stima nel 2000)